# Prêmio de Bioquímica e Biofísica A.H. Heineken
O Prêmio de Bioquímica e Biofísica A.H. Heineken (em neerlandês:  Dr H.P. Heinekenprijs voor biochemie en biofysica) é um prêmio em ciências nas áreas de bioquímica e biofísica, concedido desde 1964 trianualmente e desde 1988 bianualmente pela Academia Real de Artes e Ciências dos Países Baixos.
O prêmio foi dotado a partir de 1984 com 200 mil florins neerlandês (fl), e a partir de 1994 com 250 mil fl. Desde o ano 2000 os recipientes do prêmio recebem 150 mil dólares dos Estados Unidos, quantia elevada em 2014 para 200 mil dólares. Desde 2010 é concedido adicionalmente o Prêmio Jovem Cientista Heineken a pesquisadores iniciantes, dotado com 10 mil euros.
Oito dos 23 recipientes (situação em abril de 2014) receberam posteriormente um Nobel de Fisiologia ou Medicina ou um Nobel de Química.

## Laureados[1]
- 1964 Erwin Chargaff
- 1967 Jean Brachet
- 1970 Britton Chance
- 1973 Christian de Duve (Nobel de Fisiologia ou Medicina 1974)
- 1976 Laurens van Deenen
- 1979 Aaron Klug (Nobel de Química 1982)
- 1982 Charles Weissmann
- 1985 Béla Julesz, Werner Reichardt
- 1988 Thomas Cech (Nobel de Química 1989)
- 1990 Philip Leder
- 1992 Piet Borst
- 1994 Michael Berridge
- 1996 Paul Nurse (Nobel de Fisiologia ou Medicina 2001)
- 1998 Anthony Pawson
- 2000 James Rothman (Nobel de Fisiologia ou Medicina 2013)
- 2002 Roger Tsien (Nobel de Química 2008)
- 2004 Andrew Fire (Nobel de Fisiologia ou Medicina 2006)
- 2006 Alec Jeffreys
- 2008 Jack Szostak (Nobel de Fisiologia ou Medicina 2009)
- 2010 Franz-Ulrich Hartl
- 2012 Titia de Lange
- 2014 Chris Dobson
- 2016 Jennifer Doudna